# Паленкеро

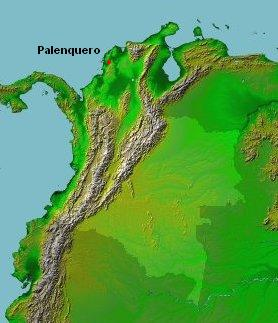
Ареал паленкеро на карте Колумбии.

Паленкеро (исп. palenquero) — креольский язык на испанской основе, на котором говорят афро-колумбийцы, населяющие посёлок Паленке-де-Сан-Басилио в Колумбии, департамента Боливар, в 50 километрах от города Картахена-де-Индиас. Общее число говорящих — 500 человек (при общей численности этнической группы 3500 человек). Находится на грани исчезновения, наблюдается декреолизация.

## История
Современные паленкеро являются потомками беглых рабов (маронов), которыми руководил их лидер Бенкос Биохо, осевший здесь в конце XVI — начале XVII вв. Впервые язык паленкеро начал изучать лингвист Акилес Эскаланте в 1954 году. В языке паленкеро он обнаружил следы мощного субстрата языков банту (в частности, киконго и кимбунду), откуда родом многие лексемы: ngombe (говядина), moná (ребёнок), местоимения enú (вы) и ané (они), окончание мн. ч. «ma», окончание прошедшего времени глаголов -a, преназализация ряда сонорных и многие фонетические сдвиги. Последние могли также объясняться влиянием португальского языка. Морфология в целом бедна.

## Примеры
«Отче наш»
- Паленкеро:

Tatá suto lo ke ta riba sielo, santifikaro sendá nombre si, miní a reino sí, asé ño boluntá sí, aí tiela kumo a sielo.
Nda suto agué pan ri to ma ría, peddona ma fata suto, asina kumo suto a se peddoná, lo ke se fatá suto. Nu rejá sujo kaí andí tentación nu, librá suto ri má. Amén.
- Испанский язык:

Padre nuestro que estás en los cielos, santificado sea tu nombre. Venga tu Reino. Hágase tu voluntad, así en la tierra como en el cielo. El pan nuestro de cada día, dánoslo hoy y perdónanos nuestras deudas, así como nosotros perdonamos a nuestros deudores. Y no nos dejes caer en la tentación, mas líbranos del mal. Amén.